# Naklejka

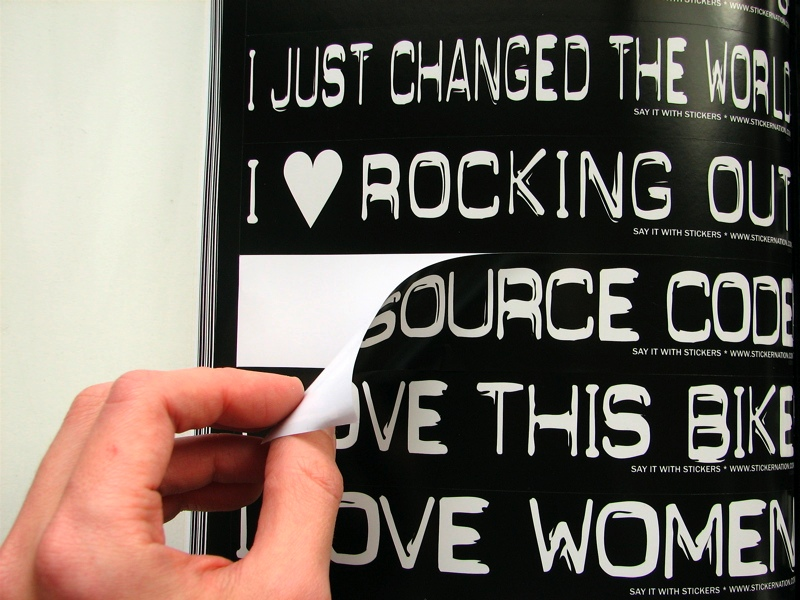
Naklejka zdejmowana z folii w celu jej naklejenia na innej powierzchni

Naklejka – kawałek folii lub papieru, najczęściej posiadający samoprzylepne właściwości, co umożliwia jej przyczepienie na powierzchnię płaską.
W zależności od rodzaju użytego kleju naklejka ma różne właściwości; kleje stałe na trwale utrzymują naklejkę na powierzchni, kleje o budowie mikrosferycznej umożliwiają przenoszenie oraz bezśladowe usuwanie naklejek.